# Listă de conducători ai statului Haiti
Aceasta este o listă de conducători ai republicii Haiti.

## Conducători ai statuluiHaiti
- Toussaint L'Ouverture, cu numele complet Pierre-Dominique Toussaint Louverture, este conducătorul revoluției din 1783 din Haiti, în urma căreia a devenit guvernator al Saint-Domingue (numele purtat în acea vreme de Haïti).
- Jean-Jacques Dessalines, locotenent al lui Toussaint Louverture, a organizat răzvrătirea armatei din Saint Domingue contra ordinei napoleoniene, combătându-i pe generalul mulatru André Rigaud și pe generalul francez Charles Leclerc. La 1 ianuarie 1804, proclamă independența statului Haiti, față de Franța. Haiti devine astfel primul stat independent al negrilor. Jean-Jacques Dessalines își ia titlul de guvernator general pe viață al Haiti, iar apoi titlul de împărat al Haiti (1804 - 1806), sub numele de Jacques I. La Dessalinienne, imnul național al statului Haiti îi poartă numele.
- Henri Christophe a fost ofițer și apoi general al armatei haitiene. A fost președinte al statului Haiti, din 17 februarie 1807. În anul 1811, Henri a creat, în regiunea nordică a insulei Hispaniola, regatul Haiti, autoproclamându-se, la 26 martie 1811, rege al Haiti sub numele de Henri I. Devenit nepopular, atacat fiind de insurgenți, s-a sinucis, la 8 octombrie 1820.
- François Duvalier (1907 - 1971) - Președinte și dictator (1957 - 1971), supranumit Papa Doc.
- Jean-Claude Duvalier, zis Baby Doc sau Bébé Doc, fiul lui François Duvalier, zis Papa Doc, a fost președinte-dictator al Haiti între 1971 și 1986. Preluând funcția de șef al statului Haiti la moartea tatălui său, devenea cel mai tânăr șef de stat din lume, la vârsta de 19 ani.
- Henri Namphy, de la 6 februarie 1986 la 20 martie 1986, președinte al Consiliului Național al Guvernării
- Henri Namphy, de la 21 martie 1986 la 7 februarie 1988, președinte al Consiliului Național al Guvernării
- Leslie Manigat, de la 7 februarie 1988 la 20 iunie 1988, președinte al Consiliului Național al Guvernării (Rassemblement des Démocrates-Nationaux Progressistes[1])
- Henri Namphy de la 20 iunie 1988 la 17 septembrie 1988, președinte al Consiliului Național al Guvernării (a doua oară);

- Jean-Bertrand Aristide de la 7 februarie 1991 la 7 februarie 1996: (în exil de la 30 septembrie 1991 la 15 octombrie 1994) (prima oară). (Front National pour le Changement et la Démocratie[2]), ales apoi răsturnat de o juntă militară.
- Raoul Cédras de la 1 octombrie 1991 la 8 octombrie 1991 (conducător al juntei militare, în rebeliune);
- Joseph Nérette, de la 8 octombrie 1991 la 19 iunie 1992 (președinte provizoriu, în rebeliune).
- Marc Bazin, de la 19 iunie 1992 la 15 iunie 1993 (președinte provizoriu, în rebeliune) (Mouvement pour l'Instauration de la Démocratie en Haïti[3]); numit prim-ministru de către armată, apoi demisionează..
- Émile Jonassaint, la la 12 mai 1993 la 12 octombrie 1994, președinte provizoriu, în rebeliune.
- Jean-Bertrand Aristide (15 octombrie 1994 la 7 februarie 1996), în exil, dar recunoscut în Haiti.
- René Préval (n. 17 ianuarie 1943), președinte al statului Haiti de la 7 februarie 1996 la 7 februarie 2001.
- Jean-Bertrand Aristide, președinte de la 7 februarie 2001 lai 29 februarie 2004.
- Boniface Alexandre, președinte provizoriu de la 29 februarie 2004 la 14 mai 2006.
- René Préval președinte de la 14 mai 2006 la 14 mai 2011.
- Michel Joseph Martelly (n. 12 februarie 1961 în Port-au-Prince, Haiti) este al 56-lea președinte al statului insular Haiti, ales în 2011. Instalarea sa are loc la 14 mai 2011. (Repons Peyizan) Și-a încheiat mandatul la 7 februarie 2016.
- Jocelerme Privert, de la 14 februarie 2016 la 7 februarie 2017: Președinte provizoriu al Republici Haiti. Ales prin vot universal indirect de Parlament.
- Jovenel Moïse,  de la 7 februarie 2017 la 7 iulie 2021, asasinat.

## Prim-miniștri ai statului Haiti
- René Préval (n. 17 ianuarie 1943), Prim-ministru al Haiti, de la 13 februarie la 11 octombrie 1991, sub președinția lui Jean-Bertrand Aristide.
- Claudette Werleigh, prim-ministru (femeie), între 1995 și 1996
- Jacques-Edouard Alexis - Prim-ministru
- Michèle Pierre-Louis, cu numele complet Michèle Duvivier Pierre-Louis (născută în octombrie 1947, la Jérémie, Haiti), politiciană haitiană, a fost prim-ministru al statului Haiti de la 5 septembrie 2008, (devenind astfel a doua femeie prim-ministru al țării, după Claudette Werleigh), până la data de 30 octombrie 2009.
- Jean-Max Bellerive, cu numele complet: Joseph Jean-Max Bellerive (n. 1958), este un om politic haitian, desemnat Prim-ministru al statului haitian, la 30 octombrie 2009 și învestit cu această funcție la 11 noiembrie 2009.
- Claude Joseph, prim-ministru interimar (14 aprilie 2021-7 iulie 2021).